# یدالله ثمره
یدالله ثمره (متولد ۱۰ اردیبهشت ۱۳۱۱ کرمان – درگذشتهٔ ۳ اسفند ۱۳۹۷) از برجسته‌ترین زبانشناسان ایرانی، استاد بازنشستهٔ دانشگاه تهران، عضو پیوستهٔ فرهنگستان زبان و ادب فارسی و اولین رئیس انجمن زبانشناسی ایران بود و در حوزهٔ آواشناسی و واج‌شناسی تخصص داشت. وی چندین کتاب در زمینهٔ آموزش زبان فارسی تألیف کرد. یکی از برجسته‌ترین آثار او، کتاب آواشناسی زبان فارسی: آواها و ساخت آوائی هجا بود که توسط مرکز نشر دانشگاهی به چاپ رسید. ایران کلباسی همسر اوست.

## زندگی و دوران فعالیت

یدالله ثمره در کنار همسرش، دومین کارگاه معنی‌شناسی انجمن زبان‌شناسی ایران، خردادماه ۱۳۹۰

ژاله آموزگار در شرح زندگی وی و خدماتش گفته است: 

"خانوادۀ فرهنگیش زیربنای تحصیلات عالیه‌ی او شد؛ در محضر استادان نامدار دانشکده ادبیات تلمّذ کرد؛ با هزینۀ تحصیلی شاگردان اول به انگلیس رفت؛ رشته زبان‌شناسی را برگزید؛ رساله دکتری‌اش را در آواشناسی نوشت و نخستین ایرانی فارغ‌التحصیل دکتری از دانشگاه لندن شد؛ در جوانی با لغت‌نامه دهخدا و فرهنگ معین همکاری کرد؛ در سازمان جغرافیایی کشور، در اجرای طرح گردآوری گویش‌ها سازمان‌دهنده موثری بود؛ آزمایشگاه زبان را در فرهنگستان دوم سپس در دانشکده ادبیات دانشگاه تهران راه‌اندازی کرد؛ در طرح نمونه‌برداری از گویش‌های روستاهای ایران که با کمک وزارت جهاد کشاورزی انجام می‌گرفت همکاری داشت؛ عضو دائمی انجمن بین‌المللی آواشناسی بود؛ در سازمان استاندارد جهانی و در همکاری با ISO، موفق شد خطّ فارسی را مستقل از خطّ عربی معرفی کند؛ در طرح کاشت حلزونی گوش برای بهبود شنوایی ناشنوایان، تعیین میزان سنجش شنوایی بر عهده‌ی او گذاشته شده بود؛ استاد و مدیرگروه زبان‌شناسی و پایه‌گذار انجمن زبان‌شناسی و نخستین رئیس آن شد؛ عضو فرهنگستان دوم و مدیر بخش گویش‌شناسی آن بود؛ به عضویت پیوسته فرهنگستان سوم انتخاب شد؛ کتاب آواشناسی زبان فارسی را تألیف کرد که به چاپ هفدهم یا هجدهم رسیده است؛ برای آموزش زبان فارسی به خارجیان، مجموعه‌ی پنج جلدی آزفا را تألیف کرد که به اکثر زبان‌های زنده جهان ترجمه شده است؛ کتاب زبان‌های خاموش را با همکاری خانم قریب ترجمه کرد؛ و مقاله‌ها و دیگر کارها!"

نشسته از چپ: امید طبیب‌زاده، محرم اسلامی، یدالله ثمره، بهار ۱۳۷۲

## آثار
- A Course In Colloquial Farsi، انتشارات دانشگاه تهران، ۱۹۷۷
- The Arrangement Of Segmental Phonemes In Farsi، انتشارات دانشگاه تهران
- آموزش زبان فارسی: آزفا ۱، وزارت فرهنگ و ارشاد اسلامی، سال ۱۳۶۶. این کتاب یک دوره ۵ جلدی است که به زبان فارسی و انگلیسی نوشته شده و تاکنون به ۱۶ زبان ترجمه شده‌است
- آواشناسی زبان فارسی: آواها و ساخت آوائی هجا، مرکز نشر دانشگاهی، سال ۱۳۶۴
- دریچه‌ای به زبان فارسی، انتشارات الهدی، سال ۱۳۷۳
- راهنمای تدریس زبان فارسی، این کتاب درآزفا و وزارت فرهنگ و ارشاد اسلامی در سال ۱۳۶۹ به چاپ رسیده‌است. (این کتاب تاکنون به زبانهای فرانسه، آلمانی، روسی، اسپانیایی، ترکی استانبولی، هندی و… ترجمه شده‌است)
- راهنمای زبان فارسی، انتشارات الهدی، سال ۱۳۷۴- این دو کتاب که برای دانشگاه‌های قزاقستان، تاجیکستان و ازبکستان نوشته شده توسط مرحوم پروفسور رستم اوف به زبان قزاقی و خط سیریلیک برگزیده شده‌است.
- زبانهای خاموش (ترجمه)، با همکاری بدرالزمان قریب، پژوهشگاه علوم انسانی، سال ۱۳۶۵ - این کتاب، از طرف وزارت فرهنگ و ارشاد اسلامی به عنوان کتاب سال جمهوری اسلامی ایران در سال ۱۳۶۶ برگزیده شد.
- نظام آوایی زبان: نظریه و تحلیل (ترجمه)، نوشته لاری هایمن، انتشارات فرهنگ معاصر، ۱۳۶۸ (چاپ دوم این کتاب توسط انتشارات الهدی منتشر شده‌است)
- همکاری در تهیه و تدوین فرهنگ فارسی
- تهیه و تدوین بخشی ازحرف «هـ» لغت‌نامه دهخدا